# Stepan Sihetij

Stepan Sihetij

Stepan Wassyljowytsch Sihetij (ukrainisch Степан Васильович Сігетій; * 5. März 1926 in Oleshynk im Bezirk Wynohradiw; † 3. Januar 2014 in Uschhorod) war ein ukrainischer Künstler der sogenannten transkarpatischen Kunstschule.

## Biografie
Stepan Sihetij wurde am 5. März 1926 im Dorf Oleshnyk im  Bezirk Wynohradiw in einer kinderreichen Bauernfamilie geboren.

## Künstlerische Laufbahn

Stepan Sihetij. Gotisch St.Nikolaus Kirche (1704) im Dorf Sokyrnytsia.1986

Stepan Sihetij fertigte mehr als 100 Gemälde zu Themen wie Holzkirchen, Landschaften und Stillleben. Das berühmteste unter ihnen ist eine Reihe von Gemälden mit Holzkirchen der Karpaten, hauptsächlich Transkarpatien. Er war der erste Künstler Transkarpatiens, der begann, die Holzkirchen Unterkarpatiens als ganze Serie zu malen und das kulturelle Erbe festzuhalten.

Stepan Sihetij. Kirche St. Dmitry (18. Jahrhundert), dorf Repynne, 1984.

Mehr als 30 Jahre lang bildete er mehr als 60 verschiedene Holzkirchen Transkarpatiens ab. Er war beeindruckt von ihrer Einzigartigkeit und Originalität, vielen von ihnen sind griechisch-katholische Kirchen und architektonische Besonderheiten der Karpatenregion. Einzelne Holzkirchen der Karpaten, die verloren sind, insbesondere die Kirche im Dorf Neresnyzja und Kirche im Dorf Kriwa, sind nur noch in den Gemälden Sihetijs zu sehen.

## Ausstellungen
Ab 1979 nahm er an verschiedenen Ausstellungen nicht nur in der Ukraine, sondern auch in Armenien, der Slowakei, Ungarn und den USA teil.
Seine persönlichen Ausstellungen fanden 1990 und 1996 in Uschhorod unter dem Namen „Das Memo der Holzarchitektur Transkarpatiens des XIV.–XVII. Jahrhunderts und Landschaften“ statt, 2001 unter dem Namen „Weg zum Tempel“, gewidmet dem 75. Jahrestag seiner Geburt; 2006 – „Goldene Kreuze im blauen Himmel…“ anlässlich des 80. Geburtstages.

## Auszeichnungen
Im Jahr 1981 wurde Stepan Sihetij der Titel Verdienter Kulturarbeiter der Ukrainischen SSR verliehen. Ihm wurde die bischöfliche Urkunde „Als Ausdruck der Dankbarkeit für die Erhaltung des kulturellen Erbes unserer Region unter den Karpaten“ (2007) verliehen.